# Начальник Армии (Австралия)
Начальник Армии (CA) (англ. Chief of Army) — высшая руководящая офицерская должность в Сухопутных войсках Австралии. Офицер, занимающий данную должность, ответственен как перед Начальником Сил обороны (CDF), так и перед секретарем Министерства обороны (SECDEF). 
Действующим Начальником Армии является генерал-лейтенант Саймон Стюарт — со 2 июля 2022 года.

## История
Изначально, полномочия главы Армии Австралии осуществлял «Главный командующий офицер» Австралийских вооружённых сил, в соответствии с обычной британской практикой того времени. Вскоре оказалось, что данный пост сосредоточил в себе власть, большую чем у Министра обороны — должность, на которой за период с 1901 по 1913 год сменилось двенадцать человек. Кроме того, во время второй англо-бурской войны Британская армия столкнулась с административными проблемами, решение которых привело к упразднению в 1904 году должности Главнокомандующего Силами, и создания вместо неё Совета Армии.
В 1904 году министр обороны Андерсон Доусон подготовил доклад, в котором порекомендовал ввести аналогичную систему в Австралии, заключающуюся в создании Военного совета, состоящего из четырех военнослужащих, министра и члена финансов. Этот проект был осуществлен его преемником Джеймсом Маккеем. Однако вместо создания поста Начальника Генерального штаба, он учредил Военный совет, включивший в себя всего трёх военнослужащих — Заместителя Генерал-адъютанта, Начальника Артиллерии и Начальника Разведки. Должность Начальника Генерального штаба была, наконец, создана новым министром обороны Джорджем Пирсом в 1909 году, и первым её занявшим стал полковник Уильям Бриджес. После этого, военными членами Военного совета стали Начальник Генерального штаба, Генерал-адъютант, Начальник Артиллерии и Генерал-квартирмейстер.
Во время Второй мировой войны, угроза вторжения привела к возврату старой системы управления. На пост Главнокомандующего был назначен генерал сэр Томас Блэми — ему были переданы полномочия Военного совета, деятельность которого была временно приостановлена, в то время как должность Начальника Генерального штаба была сохранена, но переведена в подчинение главнокомандующего. Такая реформа стала успешной с военной точки зрения, но стала рецидивом проблемы излишней концентрации, и после окончания войны, правительство Австралии решило вновь сформировать Военный совет. В 1945 году Блэми был заменен генерал-лейтенантом Верноном Стэрди, в следующем году пост главнокомандующего упразднили, и Стэрди стал Начальником Генерального штаба.
Система продолжала существовать до 1973 года и реформ Артура Танге, когда три службы были объединены под управлением министерства обороны. Военный совет был упразднён, и Начальник Генерального штаба перешел в подчинение Начальника Сил обороны и Секретаря Министерства обороны Австралии. Отражением этих изменений стало переименование должности Начальника Генерального штаба в пост Начальника Армии в 1997 году.

### Начальники Армии (с 29 января 1902 года)
| Звание и обращение                                       | Имя                                                      | Начало                                                   | Конец                                                    | Время пребывания в должности                             |                                                          |
| Главный командующий офицер Австралийских вооружённых сил | Главный командующий офицер Австралийских вооружённых сил | Главный командующий офицер Австралийских вооружённых сил | Главный командующий офицер Австралийских вооружённых сил | Главный командующий офицер Австралийских вооружённых сил | Главный командующий офицер Австралийских вооружённых сил |
| -------------------------------------------------------- | -------------------------------------------------------- | -------------------------------------------------------- | -------------------------------------------------------- | -------------------------------------------------------- | -------------------------------------------------------- |
| Генерал-майор Сэр                                        | Эдвард Хаттон                                            | 29 января 1902                                           | 10 ноября 1904                                           | 1 год 285 дней                                           |                                                          |
| Генерал-майор                                            | Гарри Финн                                               | 11 ноября 1904                                           | 12 января 1905                                           | 62 дня                                                   |                                                          |
| Начальник Генерального штаба                             |                                                          |                                                          |                                                          |                                                          |                                                          |
| Полковник                                                | Уильям Бриджес                                           | 1 января 1909                                            | 25 мая 1909                                              | 144 дня                                                  |                                                          |
| Генерал-майор Сэр                                        | Джон Хоад                                                | 26 мая 1909                                              | 30 мая 1911                                              | 2 года 4 дня                                             |                                                          |
| Подполковник                                             | Фрэнсис Уилсон                                           | 1 июня 1911                                              | 10 мая 1912                                              | 344 дня                                                  |                                                          |
| Бригадный генерал                                        | Джозеф Гордон                                            | 11 мая 1912                                              | 31 июля 1914                                             | 2 года 81 день                                           |                                                          |
| Полковник                                                | Джеймс Легг                                              | 1 августа 1914                                           | 23 мая 1915                                              | 295 дней                                                 |                                                          |
| Полковник                                                | Годфри Ирвинг                                            | 24 мая 1915                                              | 31 декабря 1915                                          | 221 день                                                 |                                                          |
| Полковник                                                | Хьюберт Фостер                                           | 1 января 1916                                            | 30 сентября 1917                                         | 1 год 272 дня                                            |                                                          |
| Генерал-майор                                            | Джеймс Легг                                              | 1 октября 1917                                           | 31 мая 1920                                              | 2 года 243 дня                                           |                                                          |
| Генерал-лейтенант Сэр                                    | Бруденелл Уайт                                           | 1 июня 1920                                              | 10 июня 1923                                             | 3 года 9 дней                                            |                                                          |
| Генерал Сэр                                              | Гарри Шовель                                             | 11 июня 1923                                             | 15 апреля 1930                                           | 6 лет 308 дней                                           |                                                          |
| Генерал-майор                                            | Уолтер Коксен                                            | 16 апреля 1930                                           | 30 сентября 1931                                         | 1 год 167 дней                                           |                                                          |
| Генерал-майор Сэр                                        | Джулиус Бруче                                            | 1 октября 1931                                           | 20 апреля 1935                                           | 3 года 201 день                                          |                                                          |
| Генерал-лейтенант                                        | Джон Лаварак                                             | 21 апреля 1935                                           | 12 октября 1939                                          | 4 года 174 дня                                           |                                                          |
| Генерал-лейтенант                                        | Эрнест Сквайрс                                           | 13 октября 1939                                          | 26 января 1940                                           | 105 дней                                                 |                                                          |
| Генерал-майор                                            | Джон Норткотт                                            | 27 января 1940                                           | 17 марта 1940                                            | 50 дней                                                  |                                                          |
| Генерал Сэр                                              | Бруденелл Уайт                                           | 18 марта 1940                                            | 13 августа 1940                                          | 148 дней                                                 |                                                          |
| Генерал-лейтенант                                        | Вернон Стэрди                                            | 14 августа 1940                                          | 9 сентября 1942                                          | 2 года 26 дней                                           |                                                          |
| Генерал-лейтенант                                        | Джон Норткотт                                            | 10 сентября 1942                                         | 30 ноября 1945                                           | 3 года 81 день                                           |                                                          |
| Генерал-лейтенант Сэр                                    | Вернон Стэрди                                            | 1 декабря 1945                                           | 16 апреля 1950                                           | 4 года 136 дней                                          |                                                          |
| Генерал-лейтенант Сэр                                    | Сидни Ровелл                                             | 17 апреля 1950                                           | 15 декабря 1954                                          | 4 года 242 дня                                           |                                                          |
| Генерал-лейтенант Сэр                                    | Генри Уэллс                                              | 16 декабря 1954                                          | 22 марта 1958                                            | 3 года 96 дней                                           |                                                          |
| Генерал-лейтенант Сэр                                    | Рагнар Гарретт                                           | 23 марта 1958}                                           | 30 июня 1960                                             | 2 года 99 дней                                           |                                                          |
| Генерал-лейтенант Сэр                                    | Реджинальд Поллард                                       | 1 июля 1960                                              | 20 января 1963                                           | 2 года 203 дня                                           |                                                          |
| Генерал-лейтенант Сэр                                    | Джон Уилтон                                              | 21 января 1963                                           | 18 мая 1966                                              | 3 года 117 дней                                          |                                                          |
| Генерал-лейтенант Сэр                                    | Томас Дэли                                               | 19 мая 1966                                              | 18 мая 1971                                              | 4 года 364 дня                                           |                                                          |
| Генерал-лейтенант Сэр                                    | Мервин Броган                                            | 19 мая 1971                                              | 19 ноября 1973                                           | 2 года 184 дня                                           |                                                          |
| Генерал-лейтенант                                        | Фрэнк Хассетт                                            | 20 ноября 1973                                           | 23 ноября 1975                                           | 2 года 3 дня                                             |                                                          |
| Генерал-лейтенант                                        | Артур Макдональд                                         | 24 ноября 1975                                           | 20 апреля 1977                                           | 1 год 147 дней                                           |                                                          |
| Генерал-лейтенант Сэр                                    | Дональд Дунстан                                          | 21 апреля 1977                                           | 14 февраля 1982                                          | 4 года 304 дня                                           |                                                          |
| Генерал-лейтенант Сэр                                    | Филлип Беннетт                                           | 15 февраля 1982                                          | 12 февраля 1984                                          | 1 год 362 дня                                            |                                                          |
| Генерал-лейтенант                                        | Питер Грейшн                                             | 13 февраля 1984                                          | 12 апреля 1987                                           | 3 года 58 дней                                           |                                                          |
| Генерал-лейтенант                                        | Лоуренс О’Доннелл                                        | 13 апреля 1987                                           | 12 апреля 1990                                           | 2 года 364 дня                                           |                                                          |
| Генерал-лейтенант                                        | Джон Коатс                                               | 13 апреля 1990                                           | 30 апреля 1992                                           | 2 года 17 дней                                           |                                                          |
| Генерал-лейтенант                                        | Джон Грей                                                | 1 мая 1992                                               | 7 июля 1995                                              | 3 года 67 дней                                           |                                                          |
| Генерал-лейтенант                                        | Джон Сандерсон                                           | 8 июля 1995                                              | 18 февраля 1997                                          | 1 год 225 дней                                           |                                                          |
| Начальник Армии                                          |                                                          |                                                          |                                                          |                                                          |                                                          |
| Генерал-лейтенант                                        | Джон Сандерсон                                           | 19 февраля 1997                                          | 23 июня 1998                                             | 1 год 124 дня                                            |                                                          |
| Генерал-лейтенант                                        | Фрэнсис Хиклинг                                          | 24 июня 1998                                             | 15 июля 2000                                             | 2 года 21 день                                           |                                                          |
| Генерал-лейтенант                                        | Питер Косгроув                                           | 16 июля 2000                                             | 27 июня 2002                                             | 1 год 346 дней                                           |                                                          |
| Генерал-лейтенант                                        | Питер Леги                                               | 28 июня 2002                                             | 3 июля 2008                                              | 6 лет 5 дней                                             |                                                          |
| Генерал-лейтенант                                        | Кен Гиллеспи                                             | 4 июля 2008                                              | 24 июня 2011                                             | 2 года 355 дней                                          |                                                          |
| Генерал-лейтенант                                        | Дэвид Моррисон                                           | 25 июня 2011                                             | 15 мая 2015                                              | 3 года 324 дня                                           |                                                          |
| Генерал-лейтенант                                        | Ангус Кэмпбелл                                           | 16 мая 2015                                              | 2 июля 2018                                              | 3 года 47 дней                                           |                                                          |
| Генерал-лейтенант                                        | Рик Берр                                                 | 2 июля 2018                                              | 1 июля 2022                                              | 3 года 364 дня                                           |                                                          |
| Генерал-лейтенант                                        | Саймон Стюарт                                            | 2 июля 2022                                              | н. в.                                                    | 3 года 14 дней                                           |                                                          |